# Hradište (okres Poltár)

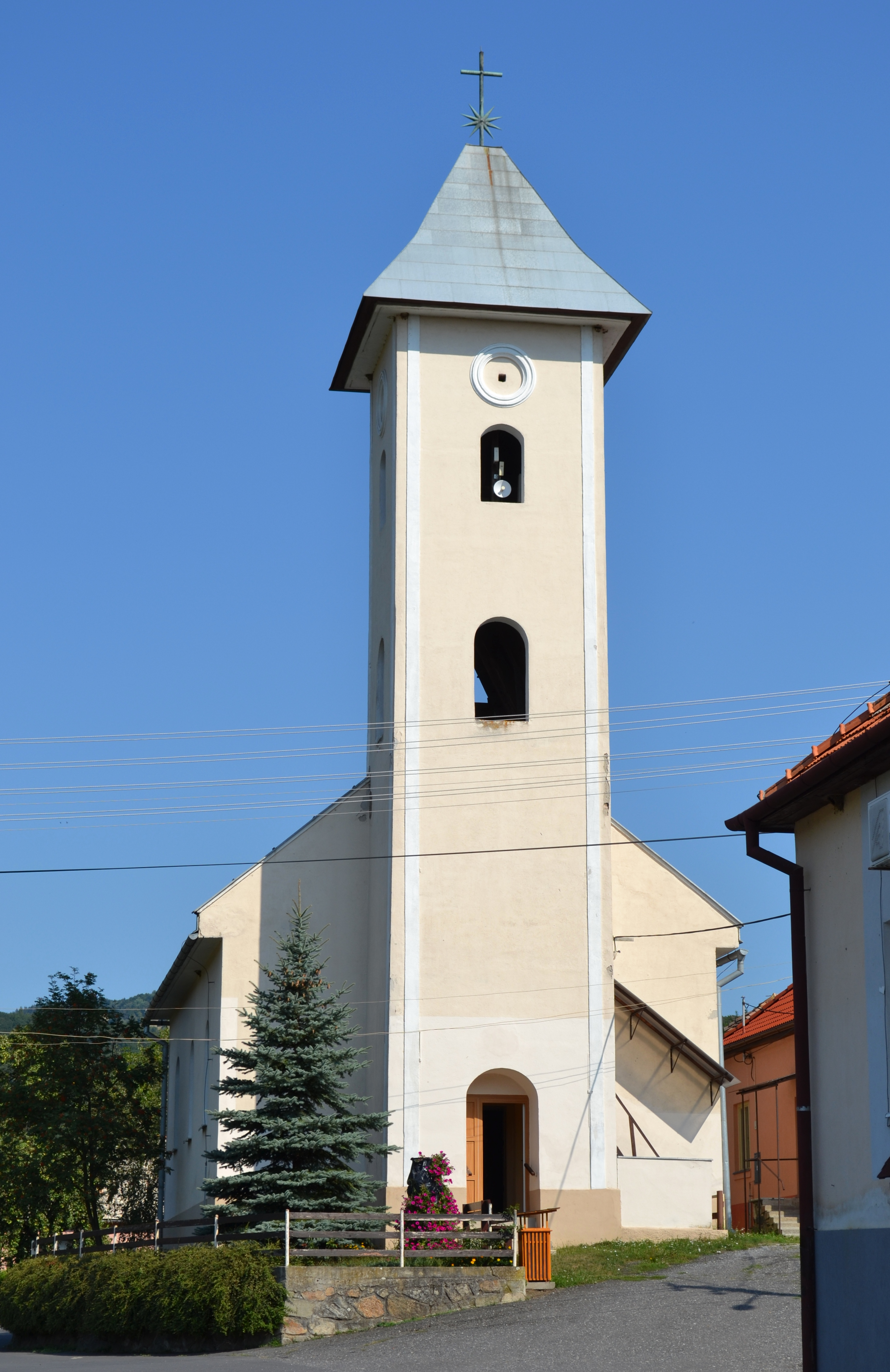
Kerk

Hradište (Hongaars: Várkút) is een Slowaakse gemeente in de regio Banská Bystrica, en maakt deel uit van het district Poltár.
Hradište telt 1.029 inwoners.
Breznička · Cinobaňa · České Brezovo · Ďubákovo · Hradište · Hrnčiarska Ves · Hrnčiarske Zalužany · Kalinovo · Kokava nad Rimavicou · Krná · Málinec · Mládzovo · Ozdín · Poltár · Rovňany · Selce · Sušany · Šoltýska · Uhorské · Utekáč · Veľká Ves · Zlatno